# H級駆逐艦 (初代)
H級駆逐艦（英語: H-class destroyer）は、イギリス海軍の駆逐艦の艦級。当初は「エイコーン」をネームシップとしてエイコーン級（英: Acorn-class）と称されていたが、1913年に再種別された。

## 来歴
1908年4月に成立したアスキス内閣では、社会保障の財源確保のため、自由統一党以来の海軍増強計画の見直しを進めていた。仮想敵をドイツ帝国海軍に変更して以降、イギリス海軍の駆逐艦はリバー級（E級）、トライバル級（F級）と大型化・高コスト化の傾向にあったが、この流れを受けて、1908-9年度計画のビーグル級（G級）では小型化・コスト低減が志向された。同級では、F級と比して約20パーセント建造費を低減したものの、これでもまだ不足とされた。このことから、1909-10年度計画の艦では、更に30パーセントの建造費低減が図られた。これによって建造されたのが本級である。

## 設計
E級以来の船首楼型が踏襲されているが、艦型の縮小を補って堪航性を確保するため、船首楼甲板の高さを増すとともに、艦橋を極力後方に移動した。しかしこの結果として、煙突の排煙が艦橋に深刻な影響を及ぼすようになった。当初計画では煙突は3本とも同じ高さだったが、計画途上で、第1煙突を約1.8メートル延長するよう改正された。
主機は蒸気タービンとレシプロ蒸気機関、水管ボイラーは石炭専焼式と重油専焼式で検討された。特に燃料については、重油備蓄量への不安からビーグル級（G級）では石炭が採用された経緯があったが、本級では、機関部員の減少、航続距離の延伸、機関重量節減といったメリットを考慮して、再び重油が採用されることとなった。
主機の型式・構成や軸数はビーグル級（G級）と同様だが、ボイラーは4缶とされた。また、本級を含めて従来の英海軍駆逐艦の蒸気タービンは、いずれもパーソンズ式直結タービンであったが、本級の「ブリスク」ではブラウン・カーチス式直結タービンによる2基2軸方式が試験採用された。パーソンズ式直結タービンと比して機関構成が単純化できるほか、低速域での燃費向上も期待されたが、海上公試では燃費は期待ほどではなかったとされている。しかしその後、改良を加えて、パーソンズ式タービンとともに英駆逐艦の主機として採用されるようになった。

## 装備
ビーグル級（G級）と比して艦型が小型化したにもかかわらず、兵装は同級と同等以上となっている。
艦砲の配置は同級のものが踏襲されているが、同級では40口径10.2cm砲（BL 4インチ砲Mk.VIII）1基と40口径7.6cm砲（QF 12ポンド砲）3基が備えられていたのに対し、本級では後部の12ポンド砲を4インチ砲に換装し、更に砲熕火力を強化した。また船首楼甲板の増高に伴い、従来はプラットフォーム上に設置されていた艦首砲は、船首楼甲板上に直接設置する方式とされている。
水雷兵装は同級と同じく、53.3cm単装魚雷発射管2基を備えている。

## 同型艦一覧
| 計画        | 艦名                           | 造船所             | 進水              | 解体/売却                                                                          |
| ----------- | ------------------------------ | ------------------ | ----------------- | ---------------------------------------------------------------------------------- |
| 1909-10年度 | エイコーン HMS Acorn           | ジョン・ブラウン   | 1910年7月1日      | 1921年11月                                                                         |
| 1909-10年度 | アラーム HMS Alarm             | ジョン・ブラウン   | 1910年8月29日     | 1921年5月                                                                          |
| 1909-10年度 | ブリスク HMS Brisk             | ジョン・ブラウン   | 1910年9月20日     | 1921年11月                                                                         |
| 1909-10年度 | シェルドレイク HMS Sheldrake   | デニー             | 1911年1月18日     | 1921年5月                                                                          |
| 1909-10年度 | スターンチ HMS Staunch         | デニー             | 1910年10月29日    | 1917年11月11日 戦没                                                                |
| 1909-10年度 | カミーリアン HMS Chameleon     | フェアフィールド   | 1910年12月 (竣工) | 1921年12月                                                                         |
| 1909-10年度 | コミット HMS Comet             | フェアフィールド   | 1910年6月23日     | 1918年8月6日 戦没                                                                  |
| 1909-10年度 | ゴールドフィンチ HMS Goldfinch | フェアフィールド   | 1910年7月12日     | 1915年2月19日 難破                                                                 |
| 1909-10年度 | ネメシス HMS Nemesis           | ホーソン・レスリー | 1910年8月9日      | 1917年10月、大日本帝国海軍に貸与され『橄欖』と呼称、 1919年1月返還、1921年11月売却 |
| 1909-10年度 | ニリーデ HMS Nereide           | ホーソン・レスリー | 1910年9月6日      | 1921年12月                                                                         |
| 1909-10年度 | ニンフ HMS Nymphe              | ホーソン・レスリー | 1911年1月31日     | 1921年5月                                                                          |
| 1909-10年度 | フュリー HMS Fury              | イングリス         | 1912年2月         | 1921年11月                                                                         |
| 1909-10年度 | ホープ HMS Hope                | スワン・ハンター   | 1910年9月6日      | 1920年2月                                                                          |
| 1909-10年度 | ラーン HMS Larne               | ソーニクロフト     | 1910年8月23日     | 1921年5月                                                                          |
| 1909-10年度 | ライラ HMS Lyla                | ソーニクロフト     | 1910年10月4日     | 1921年5月                                                                          |
| 1909-10年度 | マーティン HMS Martin          | ソーニクロフト     | 1910年12月15日    | 1920年8月                                                                          |
| 1909-10年度 | ミンストラル HMS Minstrel      | ソーニクロフト     | 1911年2月2日      | 1917年9月、大日本帝国海軍に貸与され『栴檀』と呼称、 1919年1月返還、1921年12月売却  |
| 1909-10年度 | レッドポール HMS Redpole       | ホワイト           | 1910年6月24日     | 1921年5月                                                                          |
| 1909-10年度 | ライフルマン HMS Rifleman      | ホワイト           | 1910年8月22日     | 1921年5月                                                                          |
| 1909-10年度 | ルビー HMS Ruby                | ホワイト           | 1910年11月4日     | 1921年5月                                                                          |